# Наилучшая экологическая практика
Наилучшая экологическая практика (НЭП, англ. best environmental practice) — наиболее эффективное и удачное, с экологической, экономической и социальной точки зрения, применение наилучшей существующей технологии либо другой технологии в хозяйственной деятельности, с учётом национальных, региональных и местных особенностей.

## Трактовка определения
Перевод данного термина на русский язык представляет некоторое затруднение из-за различной трактовки терминов «экология» в западной и российской науке (см. статью Экология). В России термин «экология» трактуется весьма широко и может охватывать области как собственно классической науки, изучающей взаимодействие организмов с окружающей средой, так и все прикладные аспекты данной науки, включая социальную экологию, экологию природопользования, геоэкологию и экогеологию, природоохранную деятельность. В европейской науке классическая экология обозначается термином «ecology», а все прикладные аспекты данной науки относятся к разделу «environmentology», и состоят из словосочетаний типа environmental studdies/chemistry/toxicology (см. Environmental science или Энвайронментализм), кроме Social ecology.
По словарю проекта ГЭС II (Гармонизации Экологических Стандартов ЕЭС и России, страница 8, 3 и 4 определения) существует два, в целом равнозначных перевода и трактовки данного термина:
1. Наилучшая природоохранная практика
2. Наилучшая в экологическом отношении (хозяйственная) практика.

В соответствии с этими определениями НЭП должна включать в себя рассмотрение следующих аспектов:
экологический, экономический, социальный. В соответствии с триединой концепцией устойчивого развития ни одному из данных аспектов не должно быть отдано предпочтение в развитии практики применения НСТ.
Следует различать понятия «хорошая (экологическая) практика» и «наилучшая (экологическая) практика».

## В законодательстве России и стран Содружества
На данный момент в России имеется существенное отставание в области применения данного термина в нормативно правовой документации и в законодательстве в частности. На данный момент только осуществляется разработка нормативно-правовой базы для перехода на нормирование негативного воздействия на окружающую среду с использованием НСТ. Соответствующий законопроект опубликован на официальном сайте МПРиЭ РФ .
Само же понятие НЭП начинает появляться в законодательстве РФ в 1992 году в связи с участием России в ХЕЛКОМ, а именно в приложениях к ней . А также в Конвенции по охране и использованию трансграничных водотоков и международных озёр (Хельсинки, 17 марта 1992 года, конвенция вступила в силу для России 06.10.1996.) .
Использование в разработке законодательства стран содружества, например Молдовы и Украины, также ограничивается узким кругом специфичных соглашений о трансграничных водных объектов, которые зачастую не введут к формированию подзаконной нормативно-правовой базы.

## На практике
Обычно, НЭП связывают с наиболее эффективным использованием НСТ. Особенно важным является свободный, безвозмездный обмен опытом применения НЭП, как обязательное условие улучшения качества окружающей среды и экологической обстановки, так как потребителями экологических благ являются все жители земли, без исключения.

### В России
В России для этого проводится Федеральной службой по надзору в сфере природопользования Ежегодный общероссийский конкурс «Экологическая практика: инновации и эффективность».
Существуют более специализированные издания , уделяющие некоторое внимание аспектам НЭП в относительно узких областях хозяйственной деятельности.

### В Международной практике

#### В США
В США вопросами освещения НЭП заведует EPA (Environment Protection Agency — агентство по охране окружающей среды) и различные его локальные подразделения (в частности 1). Так, оно популяризирует различные издания и исследования в этой области .